# Jernej Verbič
Jernej Verbič, slovenski politik, * 29. marec 1952, Postojna.
Od leta 2007 je član Državnega sveta Republike Slovenije.
Predhodno je bil: podžupan (1998-2002) in župan Postojne (2002-2006).